# Kraftwerk San Roque
Das Kraftwerk San Roque ist ein Gas-und-Dampf-Kombikraftwerk in der Gemeinde San Roque, Provinz Cádiz, Spanien. Die installierte Leistung des Kraftwerks beträgt 800 MW. Das Kraftwerk ging am 3. Juli 2002 in Betrieb; es dient zur Abdeckung der Grund- und Mittellast.

## Eigentümer und Betreiber
Der Block 1 des Kraftwerks ist im Besitz von Naturgy Generación; der Betrieb und die Instandhaltung wird von Alstom durchgeführt. Der Block 2 des Kraftwerks ist im Besitz von Endesa Generación; er wird auch von Endesa Generación betrieben.

## Kraftwerksblöcke
Das Kraftwerk besteht aus zwei Blöcken, die 2002 in Betrieb gingen. Die folgende Tabelle gibt einen Überblick:
| Block | Max. Leistung (MW) | Betriebsbeginn | Turbine | Generator | Dampfkessel |
| ----- | ------------------ | -------------- | ------- | --------- | ----------- |
| 1     | 400                | 2002           | Alstom  | Alstom    | CMI         |
| 2     | 402                | 2002           | Alstom  | Alstom    | CMI         |

Bei beiden Blöcken sind die Gas- und die Dampfturbine an eine gemeinsame Welle (single-shaft) angeschlossen. Die Kosten für die Errichtung des Kraftwerks werden mit 350 Mio. € angegeben. Die Erzeugung von Block 1 lag 2014 bei 2,021 Mrd. kWh, die von Block 2 betrug 2005 2,799 Mrd. kWh.